# Honor Funk
Honor Funk (ur. 27 czerwca 1930 w Börrat, zm. 18 marca 2022) – niemiecki polityk, rolnik i samorządowiec, deputowany do Bundestagu, poseł do Parlamentu Europejskiego III i IV kadencji.

## Życiorys
Kształcił się w Fachhochschule w Nürtingen. Prowadził własne gospodarstwo rolne. Wstąpił do Unii Chrześcijańsko-Demokratycznej. Od 1962 był radnym gminy Gutenzell-Hürbel, a w latach 1969–1994 zasiadał w radzie powiatu Biberach. Trzykrotnie obejmował wakujący mandat posła do Bundestagu – wykonywał go w latach 1981–1983, 1985–1987 i 1988–1989.
W latach 1989–1999 przez dwie kadencje sprawował mandat eurodeputowanego, zasiadając we frakcji Europejskiej Partii Ludowej. Pełnił m.in. funkcję wiceprzewodniczącego Komisji ds. Rolnictwa i Rozwoju Wsi.
Odznaczony m.in. Krzyżem Zasługi na Wstędze (1985) i Krzyżem Zasługi I Klasy (1997) Orderu Zasługi Republiki Federalnej Niemiec.